# Перду Јуниверсити (Индијана)
Перду Јуниверсити (енгл. Purdue University) насељено је место без административног статуса у америчкој савезној држави Индијана.

## Демографија
По попису из 2010. године број становника је 12.183.
| Група             | 2000.    | 2010.         |
| Белци             | 0 (0,0%) | 8.256 (67,8%) |
| Афроамериканци    | 0 (0,0%) | 446 (3,7%)    |
| Азијати           | 0 (0,0%) | 2.798 (23,0%) |
| Хиспаноамериканци | 0 (0,0%) | 436 (3,6%)    |
| Укупно            | 0        | 12.183        |